# Персео Миранда
Анджело Спаджари (итал. Angelo Spaggiari), более известный как Персео Миранда (итал. Perseo Miranda) — итальянский певец, вокалист с 1980 года.

Персео Миранда также является автором нескольких книг по астрологии: Manuale di astrologia (2001)  и Gli astri dicono (2003).

## Дискография
- Perseo Miranda and his theatre (1980—1981)
- I sayd I look away! (1981)
- Light and darkness (2006)
- Evolution of the spirit (2007)
- Parallel dimensions (2008)
- Praise my Day (2009)[3]
- A Silence that Screams (2010)

## Книги
- Manuale di astrologia (2001)
- Gli astri dicono (2003)